# غورغي ديفيس
غورغي ديفيس (بالهولندية: Georgie Davis)‏ هو مغن مؤلف ومغني وكاتب أغاني ورائد أعمال هولندي، ولد في 1969 في لاهاي في هولندا.

## وصلات خارجية
- غورغي ديفيس على موقع ميوزك برينز (الإنجليزية)
- غورغي ديفيس على موقع ديسكوغز (الإنجليزية)